# ۱۳۰۹ (میلادی)
۱۳۰۹ (میلادی) هزار و سیصد  و نهمین سال تقویم میلادی است.

## درگذشتگان
‎